# Barraca de la Tancada (Amposta)
La Barraca de la Tancada és una construcció popular del municipi d'Amposta inclosa en l'Inventari del Patrimoni Arquitectònic de Catalunya.

## Descripció
Edifici aïllat, al costat del canal a la zona de la Tancada. Té una planta rectangular (4,70 x 3,20m.), amb una alçada de 2,5m.
Les parets estan fetes amb canya, sorra, sac al damunt i emblanquinades després. La porta està a un flanc, gairebé centrada, i una petita finestra al costat de la dreta. El sostre té una carena reforçada feta de canya i barro. Una tela sobreposada al sud la protegeix. La xemeneia, amb una alçada de 3 metres, està feta d'obra.

## Història
Es tracta d'un edifici preparat com a habitatge, bastit cap als anys 70. De tipologia constructiva tradicional està amb relació amb un costum més estès al País Valencià.
El tipus arquitectònic de la barraca es diu que prové del món ibèric, si bé fins al segle xv no apareix documentació gràfica al respecte (retrat de Santa Rosa atribuït al Mestre de Cabanes).
Aquestes edificacions s'emmarquen dins la mena d'habitatge dispers rural del mediterrani que té unes característiques ben definides: planta baixa, dissociació de l'espai domèstic (interior: lloc de refugi/exterior: treball), no cohabitació amb les bèsties de treball.
La seva evolució ve donada per la solució constructiva de murs i cobertes, i per l'estructuració interna.